# Чернега Петро Макарович
Чернега Петро Макарович — доктор історичних наук, професор, викладає в Національному педагогічному університеті М. П. Драгоманова та займає посаду завідувача кафедрою етнології та краєзнавчого туризму. Нагороджений почесною грамотою Міністерства освіти і науки України (2005). Почесний краєзнавець України (2015).
Чернега Петро Макарович народився 10 грудня 1945 року в с. Терешки Сквирського р-ну Київської області.

## Життєпис
Трудову діяльність розпочав 1962 року, навчаючись у технічному училищі № 4 у Білій Церкві. Після закінчення навчання працював слюсарем автотранспортної контори на будівництві Київ. гідроелектростанції.
1964–67 — служба в армії у групі радянських військ на території Німецької Демократичної Республіки.
1968–74 — слюсар, звільнений секретар комітету комсомолу в Автотранспортному підприємстві № 1 «Головкиївміськбуду».
1976 закінчив з відзнакою історичний факультет Київського державного університету.
1974–79 — начальник відділу кадрів, молодший науковий співробітник Інституту історії Академії Наук УРСР.
1979–81 — механік відділу технічного контролю автотранспортного підприємства № 1. Кандидатська дисертація «Діяльність профспілок на визволеній території Української РСР в 1943—1945 рр.» (1982 рік, науковий керівник — доктор історичних наук М. В. Коваль).
1982 — старший лаборант кафедри історії СРСР Київського державного педагогічного інституту.
1983–93 — доцент кафедри історії КПРС (з 1987 — кафедра історії) Київського політехнічного інституту.
З 1993 — доцент, з 1994 — завідувач кафедри історії слов'ян і українознавства Національного педагогічного інституту імені М. П. Драгоманова. Докторська дисертація «Внесок робітників України у зміцнення воєнно-економічної могутності СРСР в роки Другої світової війни 1939—1945 рр.» (2005).

## Основні праці
- Виробнича діяльність і матеріально-побутове становище робітників України в роки Другої світової війни . — К., 2006..
- Радянська профспілкова система в Україні у період Другої світової війни // Генеза — 2005. — № 1 (10)..
- Вклад робітників України у зміцнення воєнно-економічної могутності СРСР в роки Другої світової війни. — К., 2004..
- Технічна творчість промислових робітників України в роки Другої світової війни. // Пам'ять століть. — 2004. — № 6..
- Нормування і оплата праці промислових робітників України в роки Другої світової війни // Вісник Академії праці і соціальних відносин Федерації профспілок України. — 2004. — № 3..
- Український народ в Другій світовій війні: новий погляд на проблему // Історія в школі. — 2000. — № 5–6..
- Внесок українського народу в перемогу над фашистськими загарбниками // Історія слов'янських народів: актуальні проблеми дослідження. — Вип. 6:Слов'янські народи в Другій світовій війні. — К., 2000..
- 50-річчя перемоги над фашизмом. Україна і Друга світова війна. Матеріали на допомогу викладачам та вчителям. — К., 1995 (у співавт.)..Важкий шлях до перемоги // Вісник Національної академії наук України. — 1995. — № 5–6..
- Посібник з історії для учнів середніх шкіл, ліцеїв, гімназій та вищих навчальних закладів. Част. перша. Історія України. — К., 1995 (у співавт.)..Общественно-политическая и патриотическая деятельность трудящихся Прикарпатья // Карпаты, 1941—1945. Документальные военно-исторические очерки. — Ужгород, 1995..
- Посібник з історії для вступників до вищих навчальних закладів, учнів середніх шкіл, ліцеїв та гімназій. — Харків, 1994 (у співавт.)..
- Профсоюзы Украинской ССР в годы Великой Отечественной войны (1941—1945 гг.) — К., 1987..
- Стахановцы в Великой Отечественной войне. — К., 1985..
- Використання змагальних форм організації праці на українських підприємствах напередодні і під час Другої світової війни // УІЖ –2005.– № 1..